# Distretto di Shuangluan
Il distretto di Shuangluan (双滦区S, Shuāngluán QūP) è un distretto della Cina, situato nella provincia di Hebei e amministrato dalla prefettura di Chengde.